# Michel Rousseau (kerékpározó)
Michel Rousseau (Párizs, 1936. február 5. – Saint-Yrieix-la-Perche, 2016. szeptember 23.) olimpiai bajnok francia kerékpárversenyző.

## Pályafutása
Az 1956-os melbourne-i olimpián repülőversenyben aranyérmet nyert. 1956 és 1961 között három világbajnoki arany- és két ezüstérmet nyert ugyanebben a számban.

## Sikerei, díjai
Repülőverseny
- Olimpiai játékok
  - aranyérmes: 1956, Melbourne
- Világbajnokság
  - aranyérmes: 1956, 1957, 1958
  - ezüstérmes: 1959, 1961